# Hot Rod (filme)
Hot Rod (br: Hot Rod - Loucos sobre Rodas) é um filme estadunidense de 2007, gênero comédia de ação, realizado por Akiva Schaffer.

## Elenco
- Andy Samberg - Rod Kimble
- Jorma Taccone - Kevin Powell
- Bill Hader - Dave
- Danny R. McBride - Rico
- Isla Fisher - Denise
- Sissy Spacek - Marie Powell
- Ian McShane - Frank Powell
- Will Arnett - Jonathan
- Chris Parnell - Barry Pasternak
- Chester Tam - Richardson
- Mark Acheson - Homeless Dude
- Alvin Sanders - Furious Boss
- Akiva Schaffer - Derrick

## Recepção
No site agregador de críticas Rotten Tomatoes, 39% das 104 resenhas dos críticos são positivas. O Metacritic, que usa uma média ponderada, atribuiu ao filme uma pontuação de 43 em 100, baseado em 27 críticos, indicando críticas "mistas ou médias".